# Менджи (Сенакский муниципалитет)
Менджи (груз. მენჯი) — курорт в Сенакском муниципалитете, край Самегрело-Верхняя Сванетия. Курорт непосредственно примыкает к территории муниципального центра Сенаки. На территории курорта недалеко от железнодорожной станции Циви есть природные источники горячей воды.